# Red Letter Day
Red Letter Day es un EP de cinco canciones, lanzado por la banda de Kansas, The Get Up Kids. Fue lanzado antes de su segundo álbum de estudio, Something To Write Home About. Cuenta con la colaboración del teclista James Dewees, quien poco tiempo después de lanzado el ep, fue integrado a la banda.

## Lista de canciones
1. «One Year Later»
2. «Red Letter Day»
3. «Forgive and Forget»
4. «Anne Arbour»
5. «Mass Pike»

## Lanzamientos adicionales
- El EP entero, fue más tarde, combinado con el otro EP de la banda, Woodson y relanzado en un CD.
- Las canciones "Forgive and Forget" y "Anne Arbour" fueron relanzadas en el álbum Eudora.

## Personal
- Matt Pryor: Vocalista principal, guitarra
- James Dewees: Teclado, voz
- Jim Suptic: Guitarra, voz
- Rob Pope: Bajo
- Ryan Pope: Batería